# Пламенная альциона
Пла́менная альцио́на, или рыжий зимородок, или огненный зимородок, или красный зимородок, или рыжий красноносый зимородок (лат. Halcyon coromanda) — вид птиц семейства зимородковых. Выделяют 10 подвидов.

## Описание
Пламенная альциона величиной примерно 25 см, окраска оперения от выцветшего лилового до коричневатого цвета, тело серебристо-синего, а клюв и ноги красного цвета.

## Распространение
Вид распространён от Японии, Тайваня до Юго-Восточной Азии.
В России птица залетает на Сахалин и на юг Приморья.

## Местообитание
В Гималаях, северо-восточном Китае и Японии пламенная альциона встречается вблизи горных ручьёв, в густых вечнозелёных лесах вплоть до высоты 1 500 м, над уровнем моря. В тропиках она обитает в поросших лесом прибрежных областях и особенно вблизи мангров и кустистой нипы.

## Подвиды
Известно девять подвидов:
- H. c. coromanda
  - Распространение: Непал, Сикким, Бутан, Западная Бенгалия, Бангладеш, север Бирмы и юго-восток Китая, восточнее до Макао. Зимовка на Малакке, Суматре и Яве
  - Внешний вид: оперение от расплывчато-лилового до коричневатого, тело серебристо-синего цвета, клюв и ноги красные.
- H. c. mizorhina
  - Распространение: Андаманские острова, юго-восток Бирмы
  - Внешний вид: Верхняя сторона тёмно-коричневая со светлым фиолетовым блеском, нижняя сторона темнее чем у H. c. mizorhina, грудь расплывчатого фиолетового цвета, более длинный клюв
- H. c. major
  - Распространение: Япония, от Хоккайдо до Киото, Южной Кореи и северо-востока Китая, преимущественно в прибрежной низменности Ляонин, Хэбэй и Шаньдун. Перелётные птицы встречаются в Восточном Китае, Тайване, островах Рюкю, Филиппинах, Сулавеси и редко на Борнео
  - Внешний вид: Нижняя сторона бледнее чем у H. c. coromanda и менее фиолетовая, части тела синего цвета. Нижняя сторона коричневая и бледнее чем у H. c. coromanda. Клюв тоньше, крылья длиннее.
- H. c. bangsi
  - Распространение: острова Рюкю, к востоку от Тайваня. Зимовка на Филиппинах, к югу от островов Талауд
  - Внешний вид: Верхняя сторона гораздо более тёмная и более фиолетовая. Нижняя сторона более тёмная и более глубокое основание клюва чем у H. c. coromanda, длинные крылья.
- H. c. minor
  - Распространение: Примерно от 10° севернее Малукка к югу до Сингапура, островов Риау, Суматры, Ментавайских островов, Банка и Белитунг, запада Явы и Борнео
  - Внешний вид: Верхняя сторона более тёмная, нижняя сторона гораздо более тёмная чем у H.c.coromanda, каштанового цвета. Макушка, спина и грудь блестящие, расплывчато-фиолетовые. Больше серебристая часть тела. Короткие крылья.
- H. c. linae
  - Распространение: Палаван и острова Тавитави (юго-запад Филиппин)
  - Внешний вид: Как у H. c. minor, но верхняя и нижняя стороны немного темнее. Спина и грудь сливового цвета.
- H. c. rufa
  - Распространение: Сулавеси и прибрежные острова
  - Внешний вид: Как у H.c.minor, но не настолько тёмный. Тело отливает бледно-синим цветом. Длинные крылья, длинный клюв, короткий хвост
- H. c. pelingensis
  - Распространение: остров Пеленг (Индонезия)
  - Внешний вид: Как у H. c. rufa, с серебристым телом
- H. c. sulana
  - Распространение: острова Сула, восточнее Пеленга
  - Внешний вид: Как у H. c. coromanda более фиолетовое оперение, длинные крылья и клюв